# Lista de aeroportos da Polónia
Lista de aeroportos em Polónia ordenadas por localização.

| Cidade–Bairro         | Voivodia            | OACI | AITA | Aeroporto                                    | Página oficial                |
| --------------------- | ------------------- | ---- | ---- | -------------------------------------------- | ----------------------------- |
| Bydgoszcz–Szwederowo  | Cujávia-Pomerânia   | EPBY | BZG  | Aeroporto Ignacy Jan Paderewski de Bydgoszcz | www.plb.pl                    |
| Cracóvia–Balice       | Pequena Polónia     | EPKK | KRK  | Aeroporto João Paulo II de Cracóvia          | www.krakowairport.pl          |
| Estetino–Goleniów     | Pomerânia Ocidental | EPSC | SZZ  | Aeroporto "Solidariedade" de Estetino        | www.airport.com.pl            |
| Gdańsk–Rębiechowo     | Pomerânia           | EPGD | GDN  | Aeroporto Lech Wałęsa de Gdańsk              | www.airport.gdansk.pl         |
| Gdynia–Kosakowo       | Pomerânia           | EPOK | QYD  | Aeroporto de Gdynia                          | www.airport.gdynia.pl         |
| Katowice–Pyrzowice    | Silésia             | EPKT | KTW  | Aeroporto Internacional de Katowice          | www.katowice-airport.com      |
| Lublin–Świdnik        | Lublin              | EPSW | LUZ  | Aeroporto de Lublin                          | www.airport.lublin.pl         |
| Łódź–Lublinek         | Łódź                | EPLL | LCJ  | Aeroporto Władysław Reymont de Łódź          | www.airport.lodz.pl           |
| Poznań–Ławica         | Grande Polónia      | EPPO | POZ  | Aeroporto Henryk Wieniawski de Poznań        | www.airport-poznan.com.pl     |
| Rzeszów–Jasionka      | Subcarpácia         | EPRZ | RZE  | Aeroporto de Rzeszów                         | www.rzeszowairport.pl         |
| Varsóvia–Modlin       | Mazóvia             | EPMO | WMI  | Aeroporto de Mazóvia Varsóvia-Modlin         | www.modlinairport.pl          |
| Varsóvia-Radom        | Mazóvia             | EPRP | RDO  | Aeroporto de Radom                           | www.lotniskowarszawa-radom.pl |
| Varsóvia–Okęcie       | Mazóvia             | EPWA | WAW  | Aeroporto Frédéric Chopin de Varsóvia        | www.lotnisko-chopina.pl       |
| Wrocław–Strachowice   | Baixa Silésia       | EPWR | WRO  | Aeroporto Nicolau Copérnico de Wrocław       | www.airport.wroclaw.pl        |
| Zielona Góra–Babimost | Lubúsquia           | EPZG | IEG  | Aeroporto de Zielona Góra                    | www.lotnisko.lubuskie.pl      |